# Tramway d'Avignon
 (septembre 2017).
Si vous disposez d'ouvrages ou d'articles de référence ou si vous connaissez des sites web de qualité traitant du thème abordé ici, merci de compléter l'article en donnant les références utiles à sa vérifiabilité et en les liant à la section « Notes et références ».
Le tramway d'Avignon est un réseau de tramway desservant la ville d'Avignon et son agglomération. Il est sous l'autorité du Grand Avignon et est géré par le réseau Orizo.
Le tramway est mis en service le 19 octobre 2019, il comporte une ligne de 5,2 km, la ligne T1. Les travaux de la ligne T2, toujours à l'étude, n'ont pas encore été planifiés.

## Histoire

### XIXe–XXesiècles: ancien Réseau
L'ancien tramway d'Avignon est mis en place à la fin du XIXe siècle. Ce réseau, qui est l’un des premiers déployés par une ville moyenne en France, possédait ses dépôts (au lieu-dit du Clos des Trams) et sa propre usine électrique.
Il transporta jusqu’à 2 millions de passagers par an et desservait sur 17 km, le centre, tous les quartiers périurbains ainsi qu'une partie de la banlieue d'Avignon. L'exploitation de ce réseau prit fin en 1932.

Carte animée de l'évolution des infrastructures ferroviaires de l'agglomération d'Avignon, dont celle des anciens et actuels tramways, de 1895 à nos jours.

### 2010 - 2013: Projet de tramway
Le 27 septembre 2010, les élus du Grand Avignon votent à l'unanimité la création d'un nouveau réseau de tramway ainsi que la restructuration de l'intégralité du réseau de transports en commun. Le 18 avril 2011, la Commission nationale du débat public est saisie du projet de construction de deux lignes de tramway fer, pour un montant de 250 millions d'euros.
Au cours de l'été 2011, le Grand Avignon consulte la population au sujet des tracés des deux lignes de tramway envisagées. Le tracé final dévoilé en mai 2012 annonce la création de la ligne A longue de 9,2 km sur un axe Est-Ouest en desservant seize stations et de la ligne B qui, quant-à-elle compte 5,2 km de voies pour dix stations.
L'appel d'offres pour le matériel roulant est lancé en septembre 2012 et porte sur 24 rames Citadis Compact, d'une longueur maximale de 24 mètres pour 2,40 m de large construite par Alstom.

### 2014 - 2015: Modification du projet
À la fin de l'année 2013, le début des travaux est envisagé pour 2016. Cependant en 2014, Cécile Helle est élue maire d'Avignon et décide d'annuler le projet de tramway.
À la suite des négociations entre la ville et l'agglomération, le projet de tramway n'est pas annulé mais modifié en incluant notamment un phasage de la réalisation du projet avec la construction de lignes de BHNS, appelées Chron'hop, pour compléter le tramway. Le nouveau projet est voté le 10 janvier 2015 par les élus du Grand Avignon.

### 2016 - 2019: Construction de la ligne T1
Le 17 octobre 2016, les travaux de construction de la ligne T1 sont officiellement lancés, entraînant de nombreuses contraintes pour les riverains telle que notamment la fermeture totale des avenues Saint-Ruf et Tarascon.
Les travaux se déroulent en trois phases, la première phase a inclus les rénovations et déviations de réseaux souterrains devant être déplacés de l'emprise du tramway, elle prit fin en avril 2017 ; la seconde phase a inclus la construction des voies, des lignes aériennes et des aménagements urbains, elle prit fin en décembre 2018 ; la dernière phase de construction consiste à essayer le matériel roulant et à former les conducteurs, elle a démarré en janvier 2019, cependant le retard pris dans la construction de la ligne, les essais ne se sont fait véritablement qu'au mois de mai 2019 entrainant un retard de 4 mois dans la mise en service. La ligne T1 est inaugurée le 19 octobre 2019 en présence de Mireille Mathieu, Renaud Muselier président de région, Cécile Helle maire d'Avignon et Jean-Marc Roubaud ancien président du Grand Avignon.

### Après 2030: Construction de la ligne T2
Le 9 mars 2018, les élus du Grand Avignon ont voté la validation du projet de la ligne T2 du tramway du Grand Avignon. Les études de la ligne ont démarré en 2020. L'autorité du Grand Avignon a jugé un report des travaux d'un an, en 2022 de manière que ceux-ci n'impactent pas trop les commerces déjà fort en difficulté avec la crise sanitaire. Bien que le tracé soit situé dans un secteur où les commerces sont peu présent sur la ligne 2 (tour des remparts, Rhône) la réalisation d'un nouveau tronçon sur le Cours Jean Jaurès risque d'impacter les nombreux bars et restaurants qui sont aux abords. La réalisation de la ligne 2, a été reportée et sa date de mise en service n'a pas été communiquée.
À long terme, la ligne 2 devrait relier Avignon au Pontet pour terminer, lors de la mise en circulation de cette nouvelle portion, la réalisation du projet initial voté en 2010.

## Réseau
| Ligne | Caractéristiques | Caractéristiques                                                        | Caractéristiques                                                        | Caractéristiques                                                        | Caractéristiques                                                        | Caractéristiques                                                        | Caractéristiques                                                        | Caractéristiques                                                        | Caractéristiques                                                        |
| T1    | Ligne T1 | Ligne T1                                                                | Ligne T1                                                                | Ligne T1                                                                | Ligne T1                                                                | Ligne T1                                                                | Ligne T1                                                                | Ligne T1                                                                | Ligne T1                                                                |
| T1    | Saint-Roch - Université des Métiers ⥋ Saint-Chamand - Plaine des Sports | Saint-Roch - Université des Métiers ⥋ Saint-Chamand - Plaine des Sports | Saint-Roch - Université des Métiers ⥋ Saint-Chamand - Plaine des Sports | Saint-Roch - Université des Métiers ⥋ Saint-Chamand - Plaine des Sports | Saint-Roch - Université des Métiers ⥋ Saint-Chamand - Plaine des Sports | Saint-Roch - Université des Métiers ⥋ Saint-Chamand - Plaine des Sports | Saint-Roch - Université des Métiers ⥋ Saint-Chamand - Plaine des Sports | Saint-Roch - Université des Métiers ⥋ Saint-Chamand - Plaine des Sports | Saint-Roch - Université des Métiers ⥋ Saint-Chamand - Plaine des Sports |
| ----- | --- | ----------------------------------------------------------------------- | ----------------------------------------------------------------------- | ----------------------------------------------------------------------- | ----------------------------------------------------------------------- | ----------------------------------------------------------------------- | ----------------------------------------------------------------------- | ----------------------------------------------------------------------- | ----------------------------------------------------------------------- |
| T1    | Ouverture / Fermeture 19 octobre 2019 / — | Longueur 5,2 km                                                         | Durée 15 min                                                            | Nb. d’arrêts 10                                                         | Matériel Alstom Citadis Compact                                         | Jours de fonctionnement L, Ma, Me, J, V, S, D                           | Jour / Soir / Nuit / Fêtes O / O / O / O                                | Voy. / an 1,2 million                                                   | CDEM Saint-Chamand                                                      |
| T1    | Desserte : Avignon |                                                                         |                                                                         |                                                                         |                                                                         |                                                                         |                                                                         |                                                                         |                                                                         |
| T1    | Autre : Fréquence de 6 minutes entre chaque rame. Correspondance avec les lignes C2 et C3. Desserte du Parc-Relais Saint-Chamand. Le terminus Saint-Roch ne sera assuré que jusqu'en 2023, à partir de cette année c'est Jean Jaurès qui lui substituera. |                                                                         |                                                                         |                                                                         |                                                                         |                                                                         |                                                                         |                                                                         |                                                                         |
| T1    | Dernière actualisation : — |                                                                         |                                                                         |                                                                         |                                                                         |                                                                         |                                                                         |                                                                         |                                                                         |
| T2    | Ligne T2 | Ligne T2                                                                | Ligne T2                                                                | Ligne T2                                                                | Ligne T2                                                                | Ligne T2                                                                | Ligne T2                                                                | Ligne T2                                                                | Ligne T2                                                                |
| T2    | Piot ⥋ Saint-Lazare - Université Arendt |                                                                         |                                                                         |                                                                         |                                                                         |                                                                         |                                                                         |                                                                         |                                                                         |
| T2    | Ouverture / Fermeture Horizon 2030 / — | Longueur 3,2 km                                                         | Durée 9 min                                                             | Nb. d’arrêts 7                                                          | Matériel Alstom Citadis Compact                                         | Jours de fonctionnement L, Ma, Me, J, V, S, D                           | Jour / Soir / Nuit / Fêtes O / O / N / O                                | Voy. / an —                                                             | CDEM Saint-Chamand                                                      |
| T2    | Desserte : Avignon |                                                                         |                                                                         |                                                                         |                                                                         |                                                                         |                                                                         |                                                                         |                                                                         |
| T2    | Autre : Fréquence de 6.30 minutes entre chaque rame. Correspondance avec les lignes T1, C2 et C3. Desserte des Parcs-Relais Piot et Les Italiens. |                                                                         |                                                                         |                                                                         |                                                                         |                                                                         |                                                                         |                                                                         |                                                                         |
| T2    | Dernière actualisation : — |                                                                         |                                                                         |                                                                         |                                                                         |                                                                         |                                                                         |                                                                         |                                                                         |

| KBHFa_saffron |  | KBHFa_saffron |

| BHF_saffron |  | BHF_saffron |

| BHF_saffron |  | BHF_saffron |

| STR_saffron | KBHFa_grey | STR_saffron |

| STRl_saffron | STRq_saffron | STRr_saffron |

|  | BHF_grey | KBHFa_grey |

|  | BHF_grey | BHF_grey |

|  | BHF_grey | BHF_grey |

|  | BHF_grey | BHF_grey |

|  | STRl_grey | STRr_grey |

### Phasage de la construction
| Calendrier Prévisionnel du Phasage du tramway | Calendrier Prévisionnel du Phasage du tramway | Calendrier Prévisionnel du Phasage du tramway | Calendrier Prévisionnel du Phasage du tramway          | Calendrier Prévisionnel du Phasage du tramway |
| Phase                                         | Ligne                                         | Terminus 1                                    | Terminus 2                                             | Mise en Service                               |
| --------------------------------------------- | --------------------------------------------- | --------------------------------------------- | ------------------------------------------------------ | --------------------------------------------- |
| 1                                             | T1                                            | Saint-Roch - Université des Métiers           | Saint-Chamand Plaine des Sports                        | 2019                                          |
| 2                                             | T1                                            | Jean Jaurès                                   | Saint-Chamand Plaine des Sports                        | 2025                                          |
| 2                                             | T2                                            | Île Piot                                      | Saint-Lazare Université Arendt                         | 2025                                          |
| 3                                             | T2                                            | Île Piot                                      | Le Pontet Gare (1re branche) Réalpanier (2nde branche) | Horizon 2030                                  |

### Ligne T1

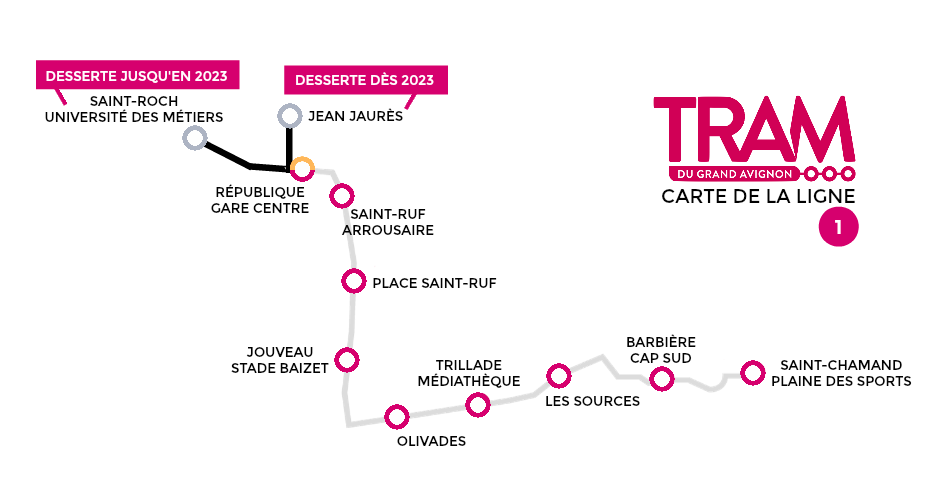
Tracé de la Ligne

La ligne T1 relie Saint-Roch - Université des Métiers à Saint-Chamand - Plaine des Sports. Elle reliera dès 2023, Jean Jaurès à Saint-Chamand - Plaine des Sports.
Elle compte dix stations dont plusieurs stations en correspondance avec les lignes Chron'hop : République - Gare Centre (ligne C2) et Saint-Chamand - Plaine des Sports (ligne C3).

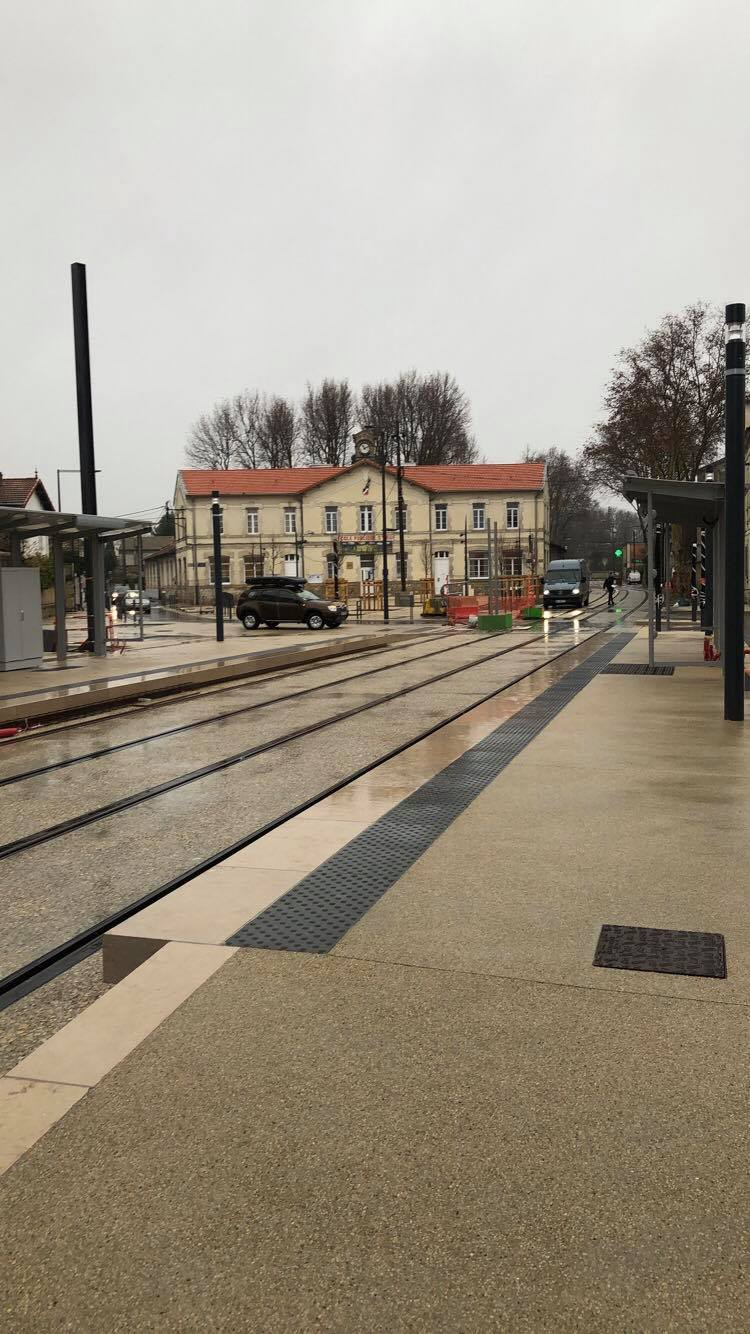
Quais de la Station Place Saint-Ruf
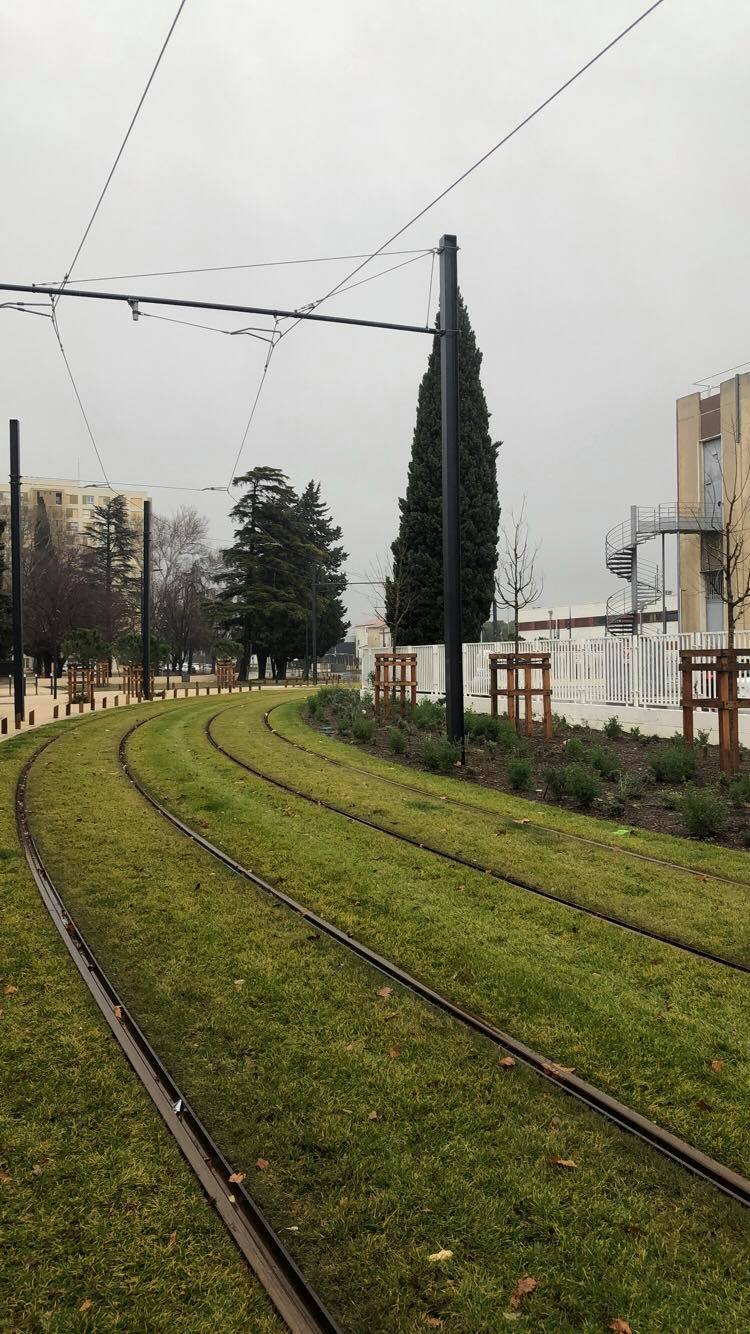
Voies proches de la Station Barbière - Cap Sud
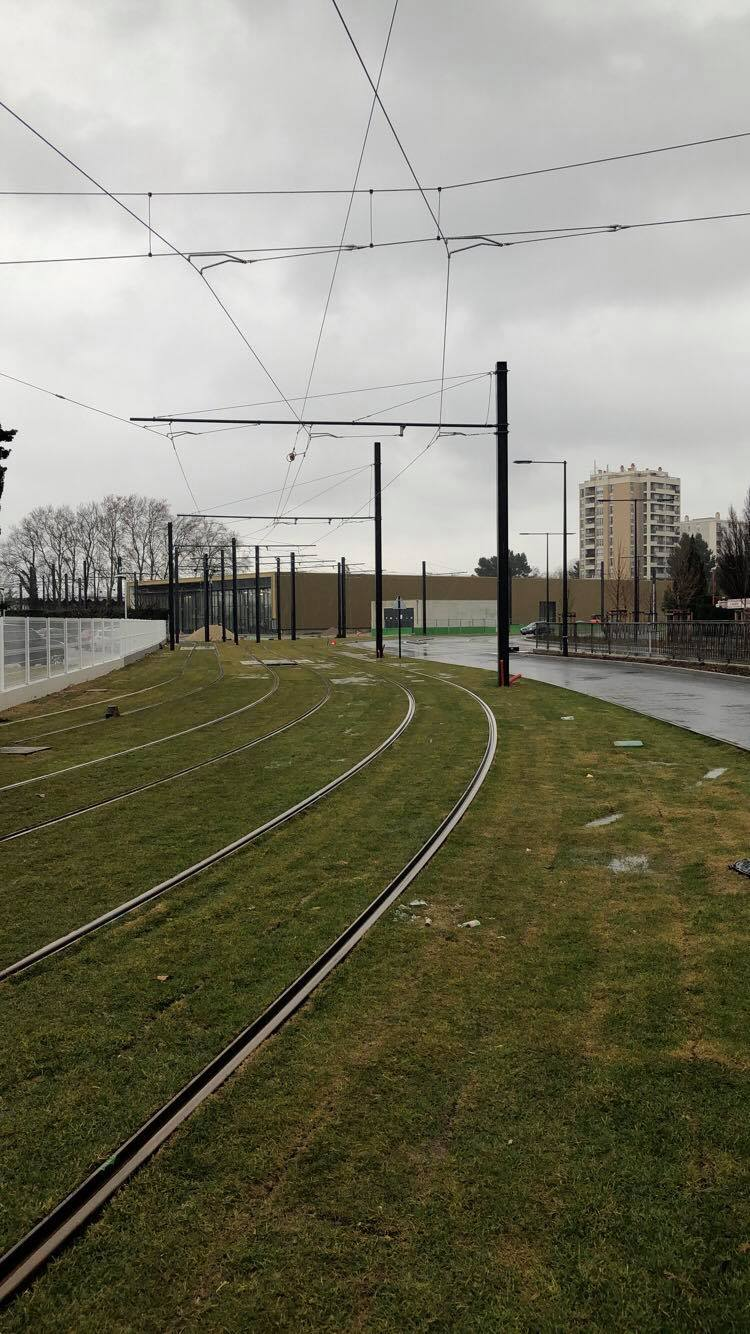
Voies et Centre de Maintenance du Tramway
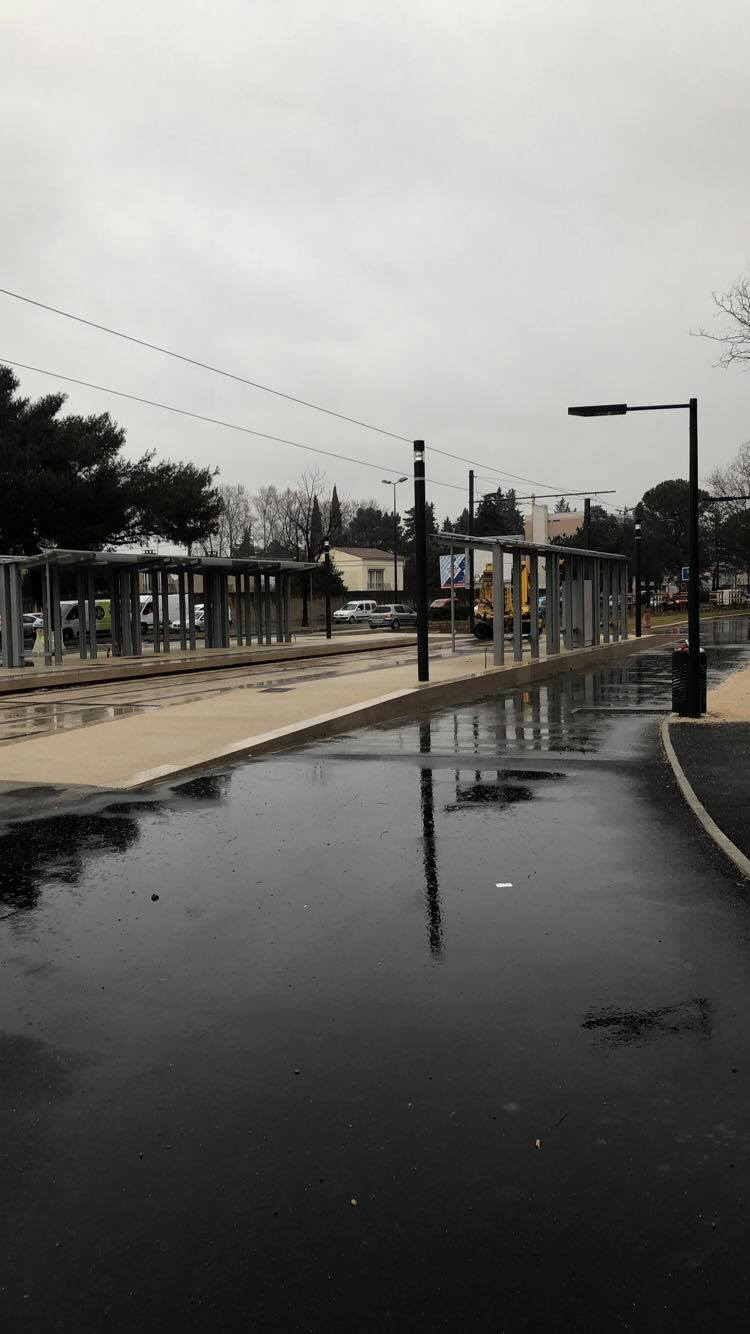
Quais de la Station Les Sources

| Liste des Stations de la Ligne T1 | Liste des Stations de la Ligne T1 | Liste des Stations de la Ligne T1 | Liste des Stations de la Ligne T1 | Liste des Stations de la Ligne T1   | Liste des Stations de la Ligne T1 |
|                                   |                                   |                                   | Station                           | Lieu                                | Correspondance(s)                 |
| --------------------------------- | --------------------------------- | --------------------------------- | --------------------------------- | ----------------------------------- | --------------------------------- |
|                                   | ■                                 |                                   | Jean Jaurès (à partir de 2025)    | Cours Jean Jaurès, Avignon          |                                   |
|                                   | •                                 |                                   | Gare Centre République            | Boulevard Saint-Roch, Avignon       | C2 4 5 9 11 CZen-Rep              |
|                                   | •                                 |                                   | Arrousaire Saint-Ruf              | Avenue Saint-Ruf, Avignon           |                                   |
|                                   | •                                 |                                   | Place Saint-Ruf                   | Avenue Saint-Ruf, Avignon           |                                   |
|                                   | •                                 |                                   | Jouveau Stade Baizet              | Avenue de Tarascon, Avignon         |                                   |
|                                   | •                                 |                                   | Olivades                          | Rocade Charles de Gaulle, Avignon   | 30                                |
|                                   | •                                 |                                   | Trillade Médiathèque              | Rocade Charles de Gaulle, Avignon   | 6 30                              |
|                                   | •                                 |                                   | Les Sources                       | Rocade Charles de Gaulle, Avignon   | 30                                |
|                                   | •                                 |                                   | Barbière Cap Sud                  | Avenue Richelieu, Avignon           |                                   |
|                                   | ■                                 |                                   | Saint-Chamand Plaine des Sports   | Avenue Pierre de Coubertin, Avignon | C3 12 14 22 30                    |

### Ligne T2

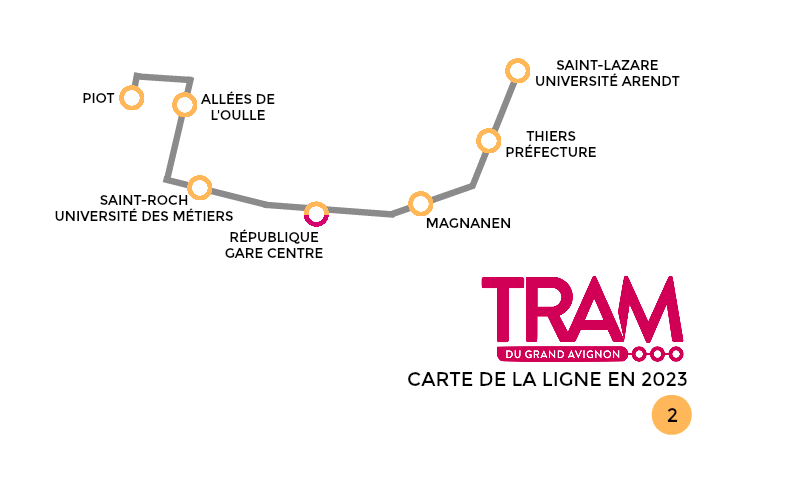
Tracé de la Ligne

La ligne T2 reliera en horizon 2030 Piot à Saint-Lazare - Université Arendt.
Elle comptera sept stations et sera en correspondance avec la ligne T1 à la station République - Gare Centre. et la ligne C2 du Chron'hop aux stations République - Gare Centre, Magnanen, Thiers - Préfecture et Saint-Lazare - Université Arendt.
| Liste des Stations de la Ligne T2 | Liste des Stations de la Ligne T2 | Liste des Stations de la Ligne T2 | Liste des Stations de la Ligne T2 | Liste des Stations de la Ligne T2 |
|                                   |                                   |                                   | Station                           | Lieu                              |
| --------------------------------- | --------------------------------- | --------------------------------- | --------------------------------- | --------------------------------- |
|                                   | ■                                 |                                   | Piot                              | Pont Édouard Daladier, Avignon    |
|                                   | •                                 |                                   | Allées de l'Oulle                 | Boulevard de l'Oulle, Avignon     |
|                                   | •                                 |                                   | Saint-Roch Université des Métiers | Boulevard Saint-Roch, Avignon     |
|                                   | •                                 |                                   | Gare Centre République            | Boulevard Saint-Roch, Avignon     |
|                                   | •                                 |                                   | Magnanen                          | Boulevard Saint-Michel, Avignon   |
|                                   | •                                 |                                   | Thiers Préfecture                 | Boulevard Limbert, Avignon        |
|                                   | ■                                 |                                   | Saint-Lazare Université Arendt    | Boulevard Limbert, Avignon        |

### Parcs-Relais
| Liste des Parcs-Relais sur le réseau de tramway | Liste des Parcs-Relais sur le réseau de tramway | Liste des Parcs-Relais sur le réseau de tramway | Liste des Parcs-Relais sur le réseau de tramway |
| Ligne                                           | Parcs-Relais                                    | Station en Correspondance                       | Ouverture                                       |
| ----------------------------------------------- | ----------------------------------------------- | ----------------------------------------------- | ----------------------------------------------- |
| T1                                              | Saint-Chamand                                   | Saint-Chamand Plaine des Sports                 | 2020                                            |
| T2                                              | Piot                                            | Piot                                            | Ouvert                                          |
| T2                                              | Les Italiens                                    | Saint-Lazare Université Arendt                  | Ouvert                                          |
| T2                                              | Le Pontet Gare                                  | Le Pontet Gare                                  | À Long Terme                                    |
| T2                                              | Réalpanier                                      | Réalpanier                                      | À Long Terme                                    |

## Projets

### Ligne T1

#### Prolongement jusqu'à Horloge - Hôtel de Ville

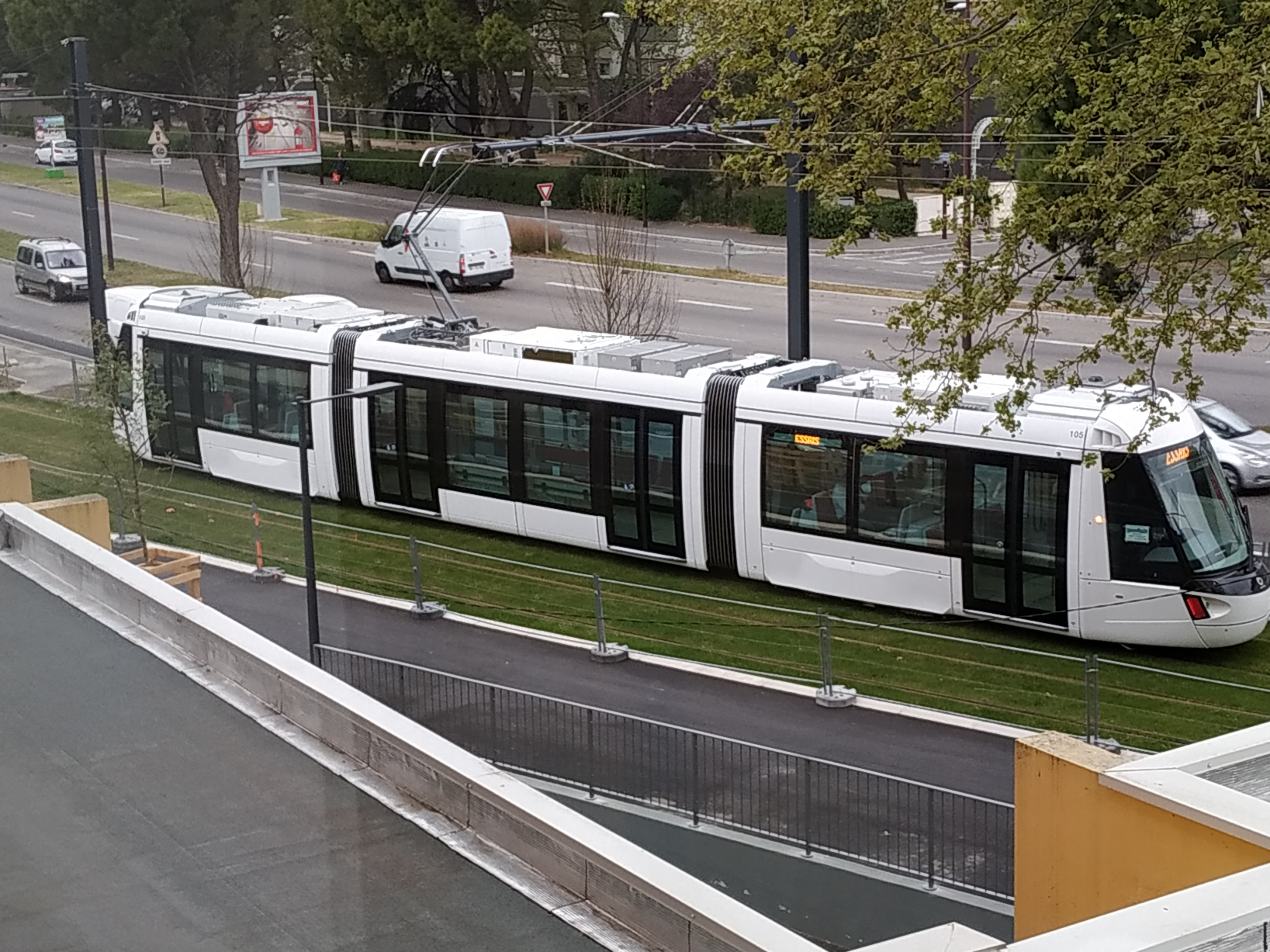
Rame en essais en avril 2019.

À long terme, la ligne devrait être prolongée au nord vers la place de l'Horloge où se trouve l'hôtel de ville d'Avignon ainsi que l'Opéra Grand Avignon.

### Ligne T2

#### Prolongement jusqu'au Pontet Gare
À long terme, la ligne devrait être prolongée jusqu'à la gare du Pontet, en incluant la réouverture aux voyageurs ainsi que l'implantation d'un nouveau parc-relais. L'est de la ligne T2 sera alors divisé en deux branches permettant de mieux desservir la ville du Pontet, une vers la Gare du Pontet (T2a) et une autre vers la Zone Commerciale de Réalpanier (T2b).

#### Prolongement jusqu'à Réalpanier
En coordination avec l'extension jusqu'à la Gare du Pontet, la ligne T2 doit être prolongée jusqu'à la Zone Commerciale de Réalpanier en incluant l'implantation d'un nouveau parc-relais, voir d'un second Centre de Maintenance et d'Exploitation du Tramway. L'est de la ligne sera séparé avec deux nouveaux terminus à l'est : Réalpanier (T2b) et Le Pontet Gare (T2a).

## Matériel roulant

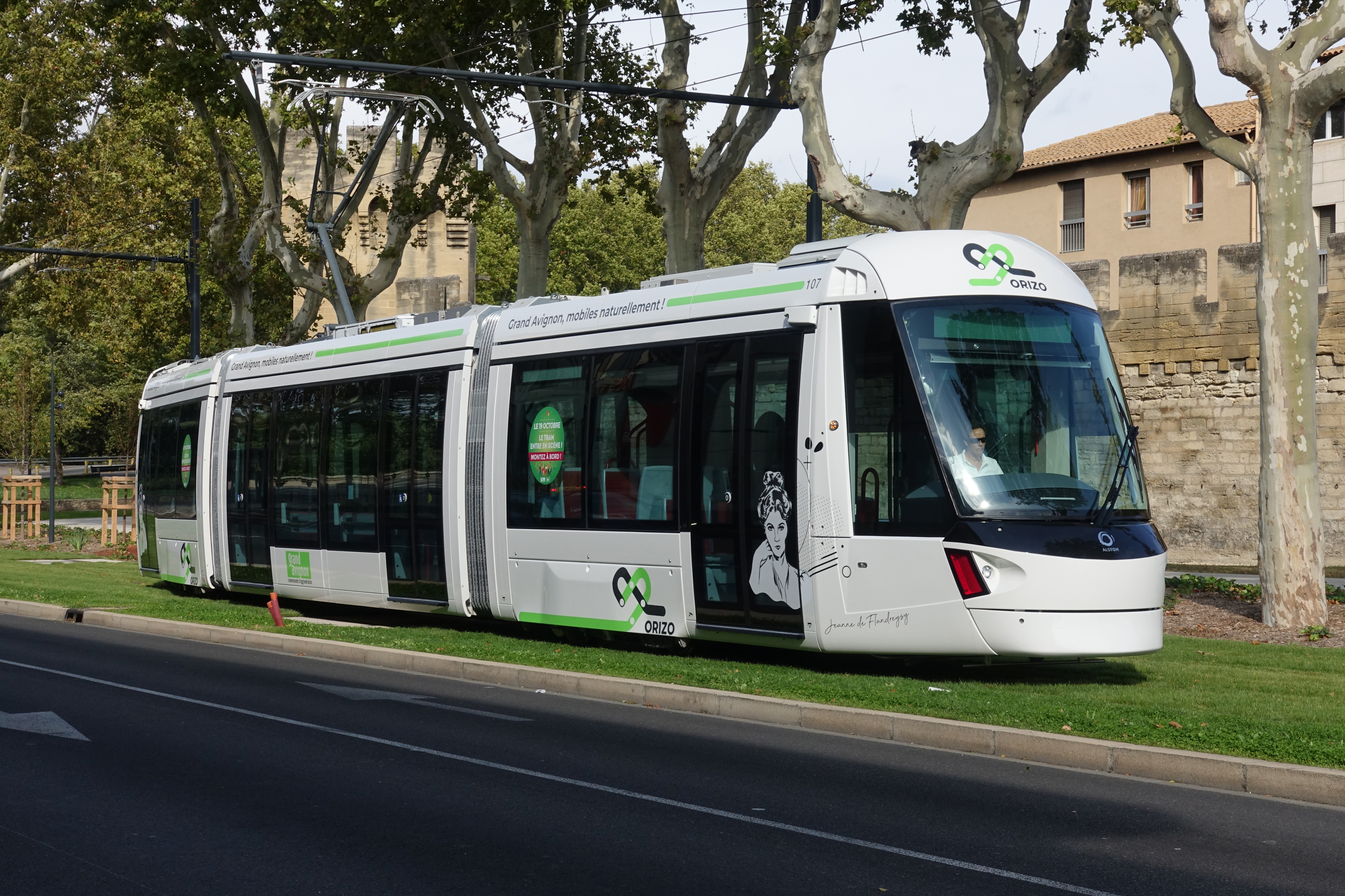
Rame N°107 baptisée "Jeanne de Flandreysy".

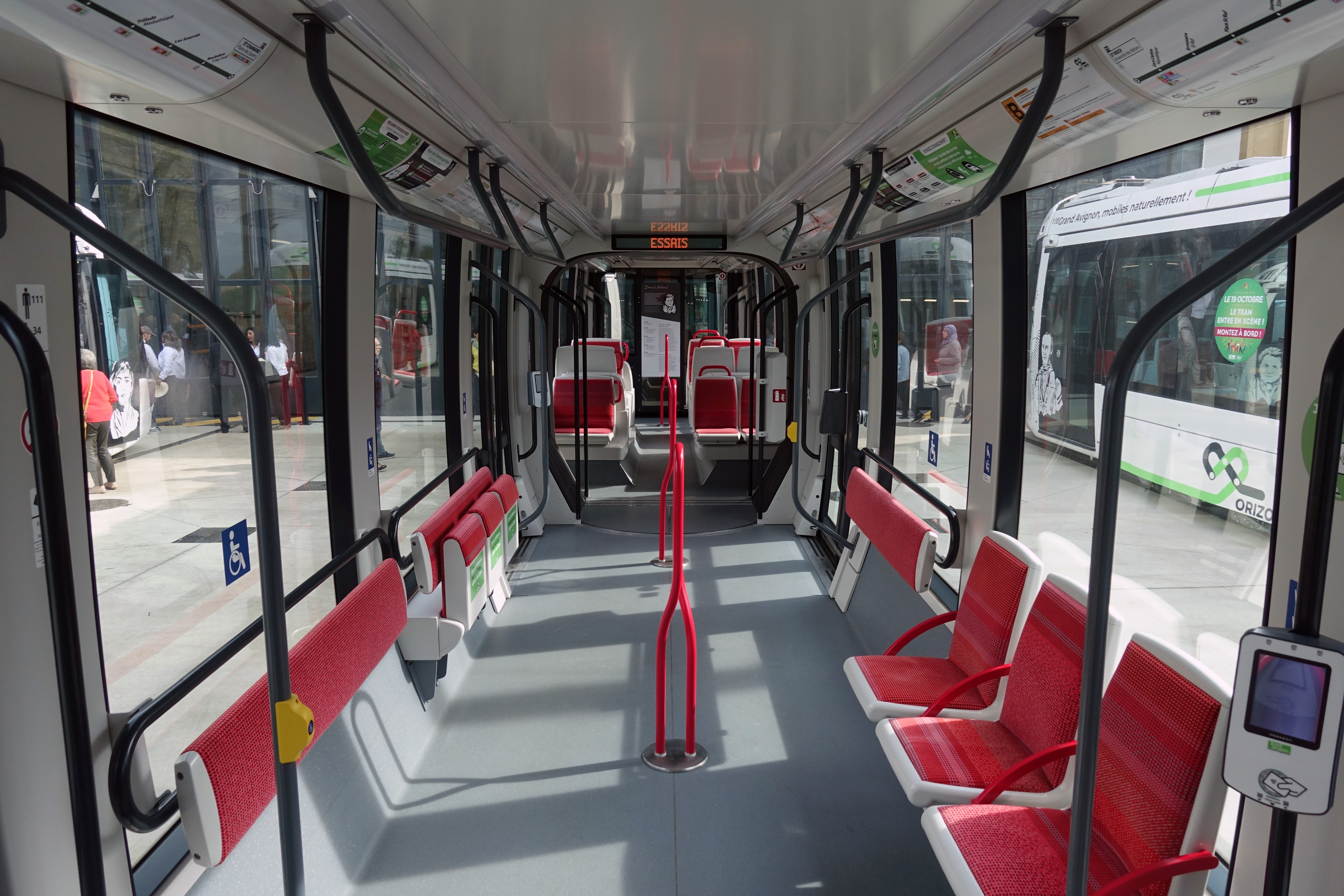
Intérieur d'une rame.

Le 9 mars 2017, Jean-Marc Roubaud, président du Grand Avignon, signe un contrat avec Alstom pour un montant total de 25 millions d'euros.
Il prévoit la production pour 2019 de dix rames Alstom Citadis Compact de 24 mètres de long pouvant être agrandies directement au Centre de Maintenance d'Avignon ; et pour 2023, de quatre rames supplémentaires.
Les rames de couleur blanche et à l'intérieur bleu gris dont les sièges rembourrés sont orange, vert anis, bleu et rouge fuscia, ont été construites à l'usine Alstom de La Rochelle et ont été livrées progressivement entre décembre 2018 et décembre 2019 à Avignon.
Ces rames au nombre de 14 sont baptisées chacune en fonction d'une personnalité artistique ayant un lien avec Avignon avec une plaque biographique et un récapitulatif des œuvres à l'intérieur des rames. C'est donc tout naturellement que Mireille Mathieu a inauguré une rame en son nom le 19 octobre 2019. Les autres personnalités choisies sont : Daniel Auteuil, Jeanne de Flandreysy, Henri Bosco, Jean Vilar, Gérard Philipe, Elsa Triolet, Camille Claudel, Maria Casarès, Pierre Boulle, René Girard, Agricol Perdiguier, Nicolas Mignard et Olivier Messiaen.

### Dépôt
Le dépôt tramway se situe Avenue Pierre de Coubertin, dans le quartier de Saint-Chamand, au sud-est d'Avignon.